# Yūki Kuriyama
Yūki Kuriyama (japanisch 栗山 裕貴 Kuriyama Yūki; * 15. September 1988 in der Präfektur Kumamoto) ist ein japanischer Fußballspieler.

## Karriere
Kuriyama erlernte das Fußballspielen in der Schulmannschaft der Luther Gakuin High School. Seinen ersten Vertrag unterschrieb er 2007 bei Sagan Tosu. Der Verein spielte in der zweithöchsten Liga des Landes, der J2 League. Für den Verein absolvierte er vier Ligaspiele. Danach spielte er bei Matsumoto Yamaga FC, Mitsubishi Heavy Industries Nagasaki SC und Kagoshima United FC.